# Llengües del Marroc

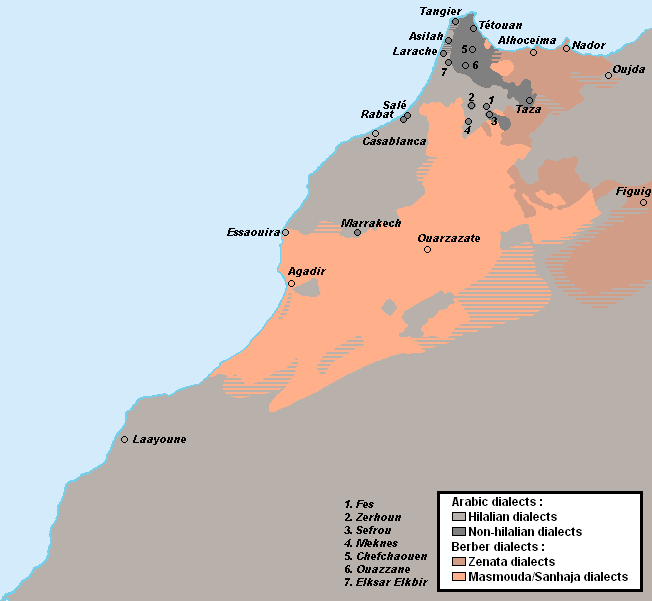
Mapa lingüístic del Marroc

Es parlen diverses llengües del Marroc, però les dues úniques llengües oficials són l'àrab estàndard modern i l'amazic. L'àrab marroquí (conegut com a dàrija) és la parla nadiua vernacle. Les llengües de prestigi al Marroc són l'àrab en les seves varietats clàssica i moderna estandarditzada, i el francès, que serveix com a segona llengua per molts marroquins. Segons una enquesta de 2000–2002 feta per Moha Ennaji, autor de Multilingualism, Cultural Identity, and Education in Morocco, "hi ha l'acord general que l'àrab estàndard, l'àrab marroquí i l'amazic són les llengües nacionals." Ennaji també conclou "Aquesta enquesta confirma la idea que el multilingüisme al Marroc és un fenomen sociolingüístic viu, que es veu afavorit per moltes persones."
L'àrab estàndard modern és parlat pel 80–90% dels marroquins. Hi ha entre 20 i 25 milions de parlants amazics al Marroc, entre el 60 i el 80% de la població. El francès conserva un lloc important al Marroc, ja que s'ensenya universalment i serveix com a idioma principal del Marroc del comerç i de l'economia, la cultura, les ciències i la medicina; també és àmpliament utilitzat en l'educació i el govern. Marroc és un membre de la Francofonia.

## Àrab
L'àrab, juntament amb l'amazic, és una de les dues llengües oficials del Marroc, tot i que és el dialecte marroquí de l'àrab, el darija, que significa "llengua de cada dia"; el que és parlat o entès, amb freqüència com a segona llengua, per la majoria de la població (al voltant del 85% de la població total). Molts parlants nadius amazics també parlen la variant local d'àrab. L'àrab en les seves varietats clàssica i estàndard és una de les dues llengües de prestigi al Marroc. Aleya Rouchdy, autora de Language Contact and Language Conflict in Arabic, ha dit que l'àrab clàssic/modern i el francès entren constantment en conflicte l'un amb l'altre, però que la majoria dels marroquins creuen que el bilingüisme de l'àrab clàssic i el francès és l'opció òptima per permetre el desenvolupament del Marroc.
El 1995 el nombre de parlants d'àrab nadius al Marroc era d'aproximadament 18.800.000 (65% de la població total), i 21 milions incloent la diàspora marroquina.
Com a membre del grup de dialectes àrab magrebí l'àrab marroquí és similar als dialectes que es parlen a Mauritània, Algèria, Tunísia, i  Líbia (i també el maltès). El país mostra una marcada diferència entre els dialectes urbans i rurals. Això es deu a la història del poblament. Originalment, els àrabs establiren centres de poder a només unes poques ciutats i ports de la regió, amb l'efecte de que es van mantenir les altres àrees de parla amaziga. Després, al segle xiii, les tribus beduïnes es va estendre per moltes de les zones inestables, estenent amb ells el seu dialecte àrab diferent a les àrees no urbanitzades i deixant els parlants d'amazic a zones aïllades de les regions més muntanyoses.

### Àrab estàndard modern i clàssic
Els marroquins aprenen àrab estàndard com a llengua. No es parla a la llar o al carrer. L'àrab estàndard s'utilitza amb freqüència en oficines administratives, mesquites i escoles. Segons Rouchdy, al Marroc l'àrab clàssic només s'utilitza encara en aspectes literaris i culturals, discursos tradicionals formals, i discussions sobre religió.

### Àrab dialectal

#### Àrab marroquídàrija
L'àrab marroquí dàrija, junt amb l'amazic, és una de les dues llengües que es parlen a les llars i al carrer. Abdelâli Bentahila, autor en 1983 del llibre Language Attitudes among Arabic–French Bilinguals in Morocco, va dir que els marroquins que eren bilingües en francès i àrab preferien parlar àrab mentre discutien de religió, quan discutien aspectes en una botiga de queviures o restaurant i mentre discutien assumptes amb membres de la família, captaires i criades. Moha Ennaji, autor de Multilingualism, Cultural Identity, and Education in Morocco, va dir que l'àrab marroquí té connotacions d'informalitat, i que l'àrab marroquí tendeix a ser utilitzat en converses casuals i discurs parlat. Ennaji va afegir que bilingües marroquins tendeixen a utilitzar l'àrab marroquí a casa. Els amazics en general aprenen l'àrab marroquí com a segon idioma i l'utilitzen com a lingua franca, ja que no totes les varietats d'amazic són mútuament intel·ligibles entre si.
La tabla de baix presenta dades estadístiques dels parlants, basades en el cens de població de 2004 (població major de 5 anys)
| Regió                            | Àrab marroquí | Població total | % de parlants d'Àrab marroquí |
| -------------------------------- | ------------- | -------------- | ----------------------------- |
| Souss-Massa-Draâ                 | 1,694,780     | 2,775,953      | 61.05%                        |
| L'Oriental                       | 1,487,620     | 1,739,440      | 85.52%                        |
| Guelmim-Es Semara                | 261,109       | 382,029        | 68.35%                        |
| Meknès-Tafilalet                 | 1,633,122     | 1,926,247      | 84.78%                        |
| Tadla-Azilal                     | 1,038,765     | 1,299,536      | 79.93%                        |
| Marràqueix-Tensift-El-Haouz      | 2,358,910     | 2,765,908      | 85.29%                        |
| Taza-Al Hoceima-Taounate         | 761,182       | 1,613,315      | 50.57%                        |
| Rabat-Salé-Zemmour-Zaer          | 2,101,916     | 2,136,636      | 98.38%                        |
| Fès-Boulemane                    | 1,375,766     | 1,418,475      | 96.99%                        |
| Laâyoune-Boujdour-Sakia El Hamra | 181,413       | 219,505        | 82.65%                        |
| Oued Ed-Dahab-Lagouira           | 53,988        | 64,163         | 84.14%                        |
| Gran Casablanca                  | 3,292,543     | 3,306,334      | 99.58%                        |
| Tànger-Tetuan                    | 2,199,093     | 2,205,457      | 99.71%                        |
| Gharb-Chrarda-Béni Hssen         | 1,653,612     | 1,655,852      | 99.86%                        |
| Chaouia-Ouardigha                | 1,476,318     | 1,478,605      | 99.85%                        |
| Doukkala-Abda                    | 1,765,904     | 1,768,150      | 99.87%                        |
| Marroc                           | 24,036,041    | 26,755,605     | 89.84%                        |

#### Àrab hassania
El hassānīya és parlat pel 0.7% de la població, principalment a les regions marroquines del Sàhara meridional. També hi ha comunitats de parlants arreu del Marroc, especialment a les àrees metropolitanes d'Agadir, Marràqueix, Rabat i Casablanca.

La tabla de baix presenta dades estadístiques dels parlants, basades en el cens de població de 2004 (població major de 5 anys)
| Regió                            | Hassaniya | Població total | Percentatge |
| -------------------------------- | --------- | -------------- | ----------- |
| Souss-Massa-Draâ                 | 13,349    | 2,775,953      | 0.48%       |
| L'Oriental                       | 573       | 1,739,440      | 0.03%       |
| Guelmim-Es Semara                | 68,597    | 382,029        | 17.96%      |
| Meknès-Tafilalet                 | 983       | 1,926,247      | 0.05%       |
| Tadla-Azilal                     | 470       | 1,299,536      | 0.04%       |
| Marràqueix-Tensift-El-Haouz      | 3,248     | 2,765,908      | 0.12%       |
| Taza-Al Hoceima-Taounate         | 186       | 1,613,315      | 0.01%       |
| Rabat-Salé-Zemmour-Zaer          | 2,781     | 2,136,636      | 0.13%       |
| Fès-Boulemane                    | 370       | 1,418,475      | 0.03%       |
| Laâyoune-Boujdour-Sakia El Hamra | 86,926    | 219,505        | 39.60%      |
| Oued Ed-Dahab-Lagouira           | 13,501    | 64,163         | 21.04%      |
| Gran Casablanca                  | 1,778     | 3,306,334      | 0.05%       |
| Tànger-Tetuan                    | 329       | 2,205,457      | 0.01%       |
| Gharb-Chrarda-Béni Hssen         | 526       | 1,655,852      | 0.03%       |
| Chaouia-Ouardigha                | 617       | 1,478,605      | 0.04%       |
| Doukkala-Abda                    | 508       | 1,768,150      | 0.03%       |
| Marroc                           | 194,742   | 26,755,605     | 0.73%       |

## Amazic

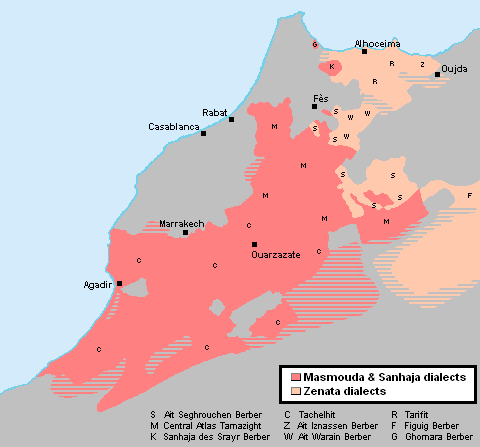
Àrees amazigòfones del Marroc

La població exacta de persones que parlen llengües amazigues és difícil de determinar, ja que la majoria dels països del nord d'Àfrica tradicionalment no registren dades lingüístiques als seus censos (hna excepció en va ser el cens de població del Marroc de 2004). Ethnologue ofereix un punt de partida útil acadèmicament; no obstant això, les seves referències bibliogràfiques són inadequades, i avalua la seva pròpia precisió a l'únic B-C per a l'àrea. Els antics censos colonials poden proporcionar xifres millor documentats per a alguns països; tanmateix, aquests són també en gran manera desfassades. El nombre per a cada dialecte és difícil d'estimar.
L'amazic serveix com llengua vernacla en moltes zones rurals del Marroc. L'amazic, juntament amb l'àrab marroquí, és una de les dues llengües que es parlen a les llars i al carrer. La població no utilitza l'amazic escrit. Aleya Rouchdy, autora del llibre Language Contact and Language Conflict in Arabic, va dir que l'amazic s'utilitza principalment en els contextos de la família, l'amistat, i el «carrer». En la seva recerca de 2000–2002 Ennaji va trobar que el 52% dels entrevistats situava l'amazic com a llengua inferior a l'àrab, ja que no tenia un estatus de prestigi i perquè el seu domini era restringit. Ennaji va afegir que «[la] dialectalització de l'amazic sens dubte redueix el seu poder de comunicació i la seva propagació.»
Els parlants del dialecte rifeny s'estimaven en 1.5 milions en 1990. La llengua es parla a la zona del Rif al nord del país, i és el dialecte amazic més petit al Marroc en nombre de parlants.
El Tashelhit es considera la llengua més parlada, ja que cobreix la totalitat de la regió de Souss-Massa-Draâ, i també es parla a les regions de Marràqueix-Tensift-El-Haouz i Tadla-Azilal. Els estudis realitzats en 1990 mostren al voltant de 3 milions de persones que parlaven el dialecte, concentrades al sud del Marroc.
El tamazight del Marroc Central és la segona llengua amaziga al Marroc. Un estudi de 1998 fet per Ethnologue, mostra que al voltant de 3 milions de persones parlaven la llengua al Marroc. La llengua és el més utilitzada a les regions Atles Mitjà, Alt Atles i est de l'Alt Atles.
Altres dialectes amazics que es parlen al Marroc són els dialectes sanhaja de Srair i ghomara a les muntanyes del Rif, el Chelja Figuig (no confondre amb el chelja de l'Atles) i zenete oriental a l'est del Marroc, i l'amazic de l'Atles Mitjà oriental al centre del Marroc.

### Cens de població de 2004

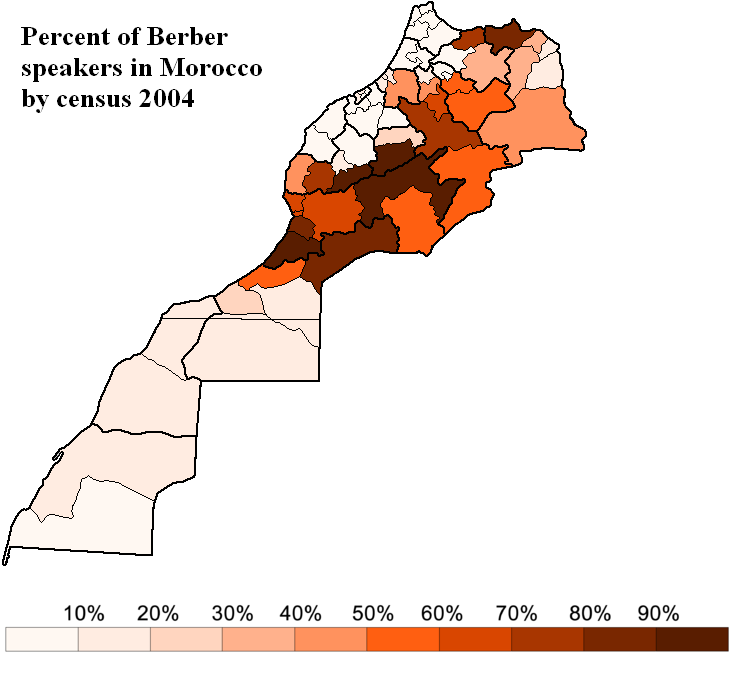
Percentatge de parlants d'amazic (usat en la comunicació quotidiana) en 2004

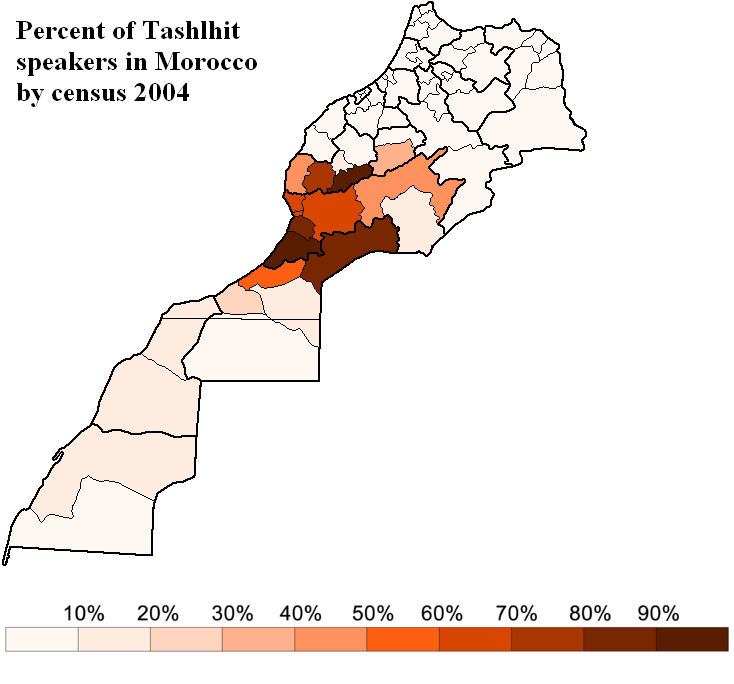
Percentatge de parlants de tashelhit (usat en la comunicació quotidiana) en 2004

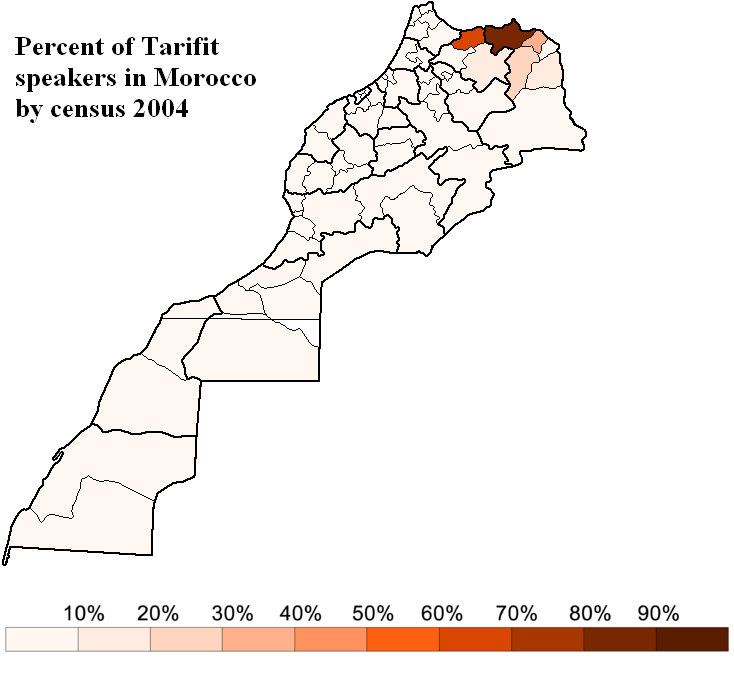
Percentatge de parlants de tarifit (usat en la comunicació quotidiana) en 2004

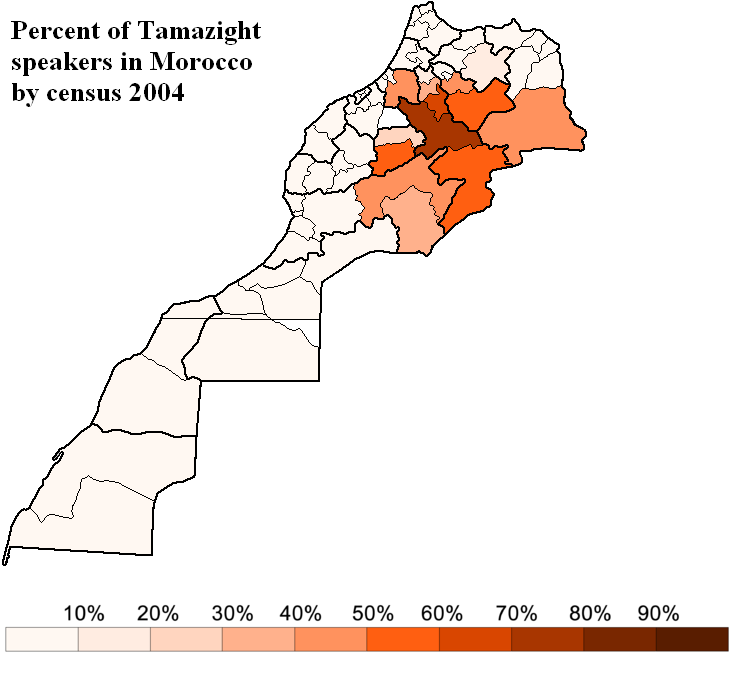
Percentatge de parlants de tamazight del Marroc Central (usat en la comunicació quotidiana) en 2004

la tabla de baix mostra xifres estadístiques del nombre de parlants (ús en comunicació quotidiana), basat en el cens marroquí de 2004 (Població de més de 5 anys)
| Regió                            | Tashlhyt  | Tamazight | Tarifit   | Pob. total | % de parlants amazics (comunicació quotidiana) |
| -------------------------------- | --------- | --------- | --------- | ---------- | ---------------------------------------------- |
| Souss-Massa-Draâ                 | 1,717,139 | 313,284   | 3,873     | 2,775,953  | 73.28%                                         |
| L'Oriental                       | 48,076    | 85,916    | 741,913   | 1,739,440  | 50.36%                                         |
| Guelmim-Es Semara                | 182,695   | 6,670     | 766       | 382,029    | 49.77%                                         |
| Meknès-Tafilalet                 | 37,533    | 843,595   | 33,966    | 1,926,247  | 47.51%                                         |
| Tadla-Azilal                     | 199,092   | 409,446   | 1,436     | 1,299,536  | 46.94%                                         |
| Marràqueix-Tensift-El-Haouz      | 969,561   | 14,170    | 2,372     | 2,765,908  | 35.65%                                         |
| Taza-Al Hoceima-Taounate         | 18,923    | 111,731   | 338,083   | 1,613,315  | 29.05%                                         |
| Rabat-Salé-Zemmour-Zaer          | 166,658   | 268,687   | 14,965    | 2,136,636  | 21.08%                                         |
| Fès-Boulemane                    | 23,138    | 217,845   | 15,275    | 1,418,475  | 18.07%                                         |
| Laâyoune-Boujdour-Sakia El Hamra | 28,352    | 6,569     | 891       | 219,505    | 16.31%                                         |
| Oued Ed-Dahab-Lagouira           | 6,910     | 3,214     | 296       | 64,163     | 16.24%                                         |
| Gran Casablanca                  | 367,558   | 25,067    | 9,036     | 3,306,334  | 12.15%                                         |
| Tànger-Tetuan                    | 26,783    | 11,963    | 98,780    | 2,205,457  | 6.24%                                          |
| Gharb-Chrarda-Béni Hssen         | 37,162    | 13,816    | 6,105     | 1,655,852  | 3.45%                                          |
| Chaouia-Ouardigha                | 40,858    | 8,308     | 1,435     | 1,478,605  | 3.42%                                          |
| Doukkala-Abda                    | 24,367    | 3,656     | 1,794     | 1,768,150  | 1.69%                                          |
| Marroc                           | 3,894,805 | 2,343,937 | 1,270,986 | 26,755,605 | 28.07%                                         |

### Altres estudis
Hi ha disponibles poques xifres de cens; tots els països (Algèria i Marroc inclosos) no compten les llengües amazigues. El desplaçaments de població en nombre, localització i efectes de la urbanització i l'educació en altres idiomes, etc., fan difícils les estimacions. En 1952 A. Basset (.. LLB.4) estimava el nombre de amazigòfons en 5.500.000. Entre 1968 i 1978 les estimacions va variar de vuit a tretze milions (segons l'informat de Galand, LELB 56, pp. 107, 123-25); Voegelin i Voegelin (1977, pàg. 297) parlen de vuit milions en una estimació conservadora. En 1980 S. Chaker estima que les poblacions amazigòfones de Cabília i els tres grups marroquins sumaven més d'un milió cadascuna, i que a Algèria, 3.650.000, o un de cada cinc algerians, parlava una llengua amaziga (Chaker 1984, pàg. 8-)
En 1952 André Basset (La langue berbère, Handbook of African Languages, Part I, Oxford) van estimar que una «petita majoria» de la població del Marroc parlava amazic. El cens de 1960 estimava que el 34% dels marroquins parlava amazic, incloent bilingües, trilingües i quadrilingües. L'any 2000, Karl Prasse va citar "més de la meitat", en una entrevista realitzada per Brahim Karada a Tawalt.com. Segons l'Ethnologue (per deducció de les seves xifres d'àrab marroquí), la població de parla amaziga s'estimava en un 65% (1991 i 1995). No obstant això, les xifres que dona a les llengües individuals només suma 7,5 milions, al voltant del 57%. La major part d'aquestes es poden comptar en tres dialectes:
- Rifeny: 4.5 milions (1991)
- Chelja: 7 milions (1998)
- Tamazight del Marroc Central: 7 milions (1998)

Aquesta nomenclatura és comuna en publicacions lingüístiques, però és significativament complicada per l'ús local: així el chelja és subdividit en chelja de la vall del Draa, tasusit (llengua del Souss) i diversos altres dialectes (muntanya). D'altra banda, les fronteres lingüístiques són borroses, de tal manera que certs dialectes no es poden descriure amb precisió poden descriure com a tamazight del Marroc Central (es parla a la zona de l'Atles central i oriental) o chelja. Les diferències entre els dialectes marroquins no són massa pronunciades: notícies de la ràdio pública es transmeten utilitzant els diferents dialectes; cada periodista parla el seu propi dialecte amb el resultat que l'enteniment no està obstruït, encara que la majoria dels amazics del sud troben que els requereix una mica de temps la comprensió del rifeny.

## Anglès
El juliol de 2023, el Ministeri d'Educació va decidir la generalització gradual de l'aprenentatge de l'anglès des de secundària..

## Francès

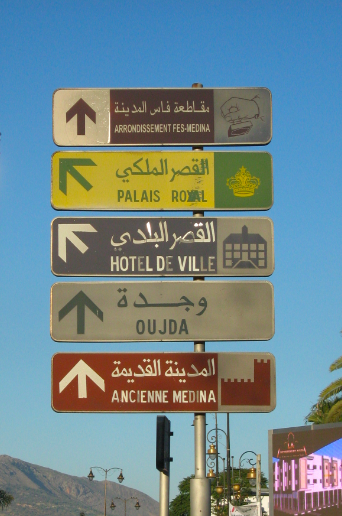
El francès i l'àrab (MSA) coexisteixen en l'administració marroquina i en els negocis.

Al Marroc el francès, un dels dos idiomes de prestigi del país, s'utilitza sovint per als negocis, la diplomàcia i el govern. El francès serveix com a lingua franca. Aleya Rouchdy, autora de Language Contact and Language Conflict in Arabic, va dir que "Per a tots els efectes pràctics, el francès s'utilitza com a segona llengua."
Es donen diferents xifres de parlants de francès al Marroc. D'acord amb l'OIF, el 33% dels marroquins parlen francès, entre ells el 13,5% totalment francòfons i bilingüe amb un dels altres idiomes del Marroc, i el 19,5% parcialment francòfon. D'acord amb el cens de 2004, gairebé el 69% dels marroquins alfabetitzats pot llegir i escriure en francès.
També és la llengua materna d'alguns marroquins, reagrupats principalment a la part occidental del país (Casablanca i Rabat principalment, però també a moltes altres ciutats).

## Castellà
Prop de 5 milions de marroquins parlen castellà, especialment a les regions del nord. L'ús del castellà al nord del Marroc i el Sàhara marroquí deriva en gran manera del fet que Espanya havia ocupat prèviament aquestes àrees. En aquestes regions s'utilitza comunament el castellà en el discurs públic i la televisió en castellà és un mitjà comú.
Després que el Marroc va declarar la seva independència el 1956, el francès i l'àrab es van convertir en els principals idiomes de l'administració i l'educació, fent declinar el paper del castellà.
Avui en dia el castellà és un dels idiomes més estudiats en el sistema educatiu, juntament amb l'àrab clàssic, l'amazic i el francès. D'acord amb l'Institut Cervantes, hi ha almenys 58.382 estudiants de castellà, tot i que els nombres augmenten a 350.000 segons la informació de la Junta de Castella i Lleó. L'interès dels marroquins per aprendre castellà sorgeix per ser Espanya un país veí i per ser els marroquins el grup més nombrós d'immigrants legals a Espanya (748.953). Després del Brasil, el Marroc és el país amb més Instituts Cervantes del món amb 6, però a més hi ha altres 4 aules Cervantes, amb el que l'Institut té presència a 10 ciutats del Marroc. Existeixen 11 institucions d'ensenyament en sistema educatiu espanyol amb 4.353 alumnes, dels que el 16% és de nacionalitat espanyola. Possiblement, en el futur el castellà serà la llengua europea més demandada al Marroc desplaçant al francès a una situació oposada de fa 50 anys a causa de la creixent popularitat del castellà.